# Полиптотон
Полиптотон је термин из античке реторике и сврстава се у подврсте фигура понављања. Полиптотон се јавља онда када се иста реч унутар реченице или стиха понавља у другом падежу или облику, дакле, у деклинацији или конјугацији.
Често се налази у фразама које имају значење суперлатива и изразито је чест у пословицама.
Примери
“Све се човек бори са човеком.”
”Ђул девојка под ђулом заспала,
Ђул се круни те девојку буди.”
”Песма над песмама.”
”Врана врани очи не вади.”